# Hôpital de Sierre
L'Hôpital de la ville de Sierre (Suisse, Valais) fait partie du Réseau Santé Valais.